# Helicopsyche giboni
Helicopsyche giboni là một loài Trichoptera trong họ Helicopsychidae. Chúng phân bố ở vùng nhiệt đới châu Phi.